# Dothan Pro Tennis Classic 2014
Il Dothan Pro Tennis Classic 2014 è stato un torneo di tennis facente parte della categoria ITF Women's Circuit nell'ambito dell'ITF Women's Circuit 2014. Il torneo si è giocato a Dothan in USA dal 14 al 20 aprile 2014 su campi in terra verde e aveva un montepremi di $50,000.

## Partecipanti

### Teste di serie
| Nazionalità | Giocatrice                | Ranking* | Testa di serie |
| ----------- | ------------------------- | -------- | -------------- |
| Bielorussia | Ol'ga Govorcova           | 105      | 1              |
| Stati Uniti | Shelby Rogers             | 110      | 2              |
| Portogallo  | Michelle Larcher de Brito | 125      | 3              |
| Australia   | Olivia Rogowska           | 130      | 4              |
| Stati Uniti | Melanie Oudin             | 135      | 5              |
| Stati Uniti | Irina Falconi             | 136      | 6              |
| Paraguay    | Verónica Cepede Royg      | 139      | 7              |
| Stati Uniti | Victoria Duval            | 148      | 8              |

- Ranking al 7 aprile 2014.

### Altre partecipanti
Giocatrici che hanno ricevuto una wild card:
- Louisa Chirico
- Ol'ga Govorcova
- Melanie Oudin
- Taylor Townsend

Giocatrici che sono passate dalle qualificazioni:
- Ulrikke Eikeri
- Anhelina Kalinina
- Danielle Lao
- Peggy Porter

## Vincitrici

### Singolare
Grace Min ha battuto in finale  Victoria Duval con il punteggio di 6–3, 6–1

### Doppio
Anett Kontaveit /  Ilona Kramen' hanno battuto in finale  Shelby Rogers /  Olivia Rogowska con il punteggio di 6–1, 5–7, [10–5]